# Merapioidus
Merapioidus is een vliegengeslacht uit de familie van de zweefvliegen (Syrphidae).

## Soorten
- M. villosus Bigot, 1879